# Maria Lichtenegger
Maria Lichtenegger (* 4. August 1906 in Sankt Marein bei Graz; † 8. Juli 1923 ebenda) war eine österreichische Katholikin, für die 1956 der Seligsprechungsprozess eingeleitet wurde.

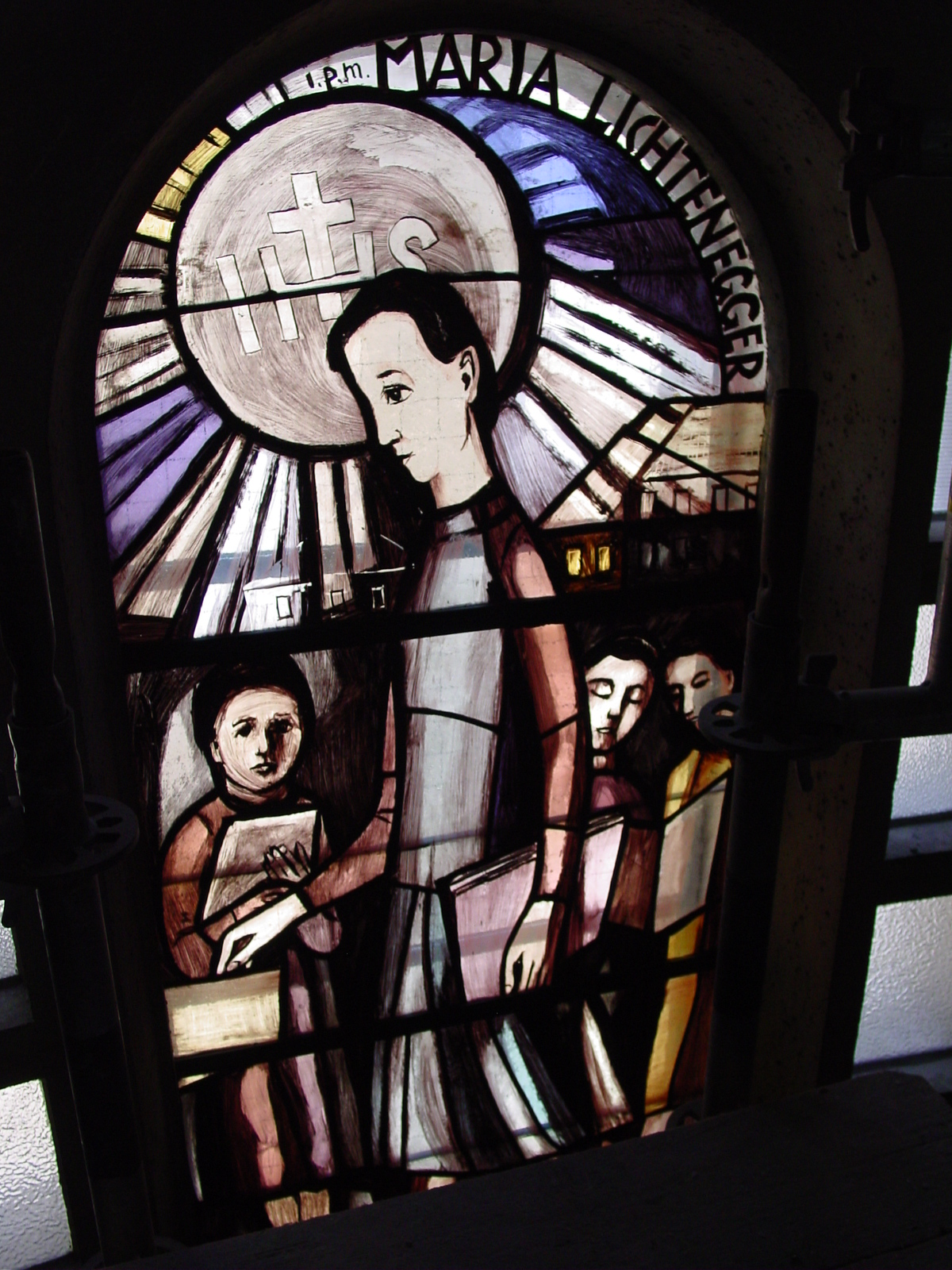
Kirchenfenster von Maria Lichtenegger in der Pfarrkirche Liesing

## Leben
Maria war das einzige Kind von Wilhelm (Tischler und später Bürgermeister) und Aloisia Lichtenegger. Sie zeigte bereits als Kind eine außerordentliche Frömmigkeit, war als überaus stimmbegabt und sangesfreudig ein eifriges Mitglied des Kirchenchores. Sie besuchte die Volksschule ihres Heimatdorfes und erbrachte überdurchschnittliche Leistungen. Nach der Schulzeit arbeitete sie im elterlichen Haus. Schon sehr früh legte sie das Gelübde der Jungfräulichkeit um des Himmelreiches willen ab. Im Mai 1923 erkrankte Maria Lichtenegger an einer schweren Nervenentzündung, der eine Hirnhautentzündung und eine Lungenentzündung sowie partielle Taubheit folgten.
Im Jahre 1956 leitete die katholische Kirche den Seligsprechungsprozess ein. In der Wiener Pfarrkirche Liesing ist ihr ein Glasfenster gewidmet.